# カーメイン・シェー
カーメイン・シェー（佘詩曼、Charmaine Sheh、1975年5月28日 - ）は、香港の女優。1997年ミス香港三位。1998年に香港の民放TVBと契約し、一時はTVB六大スターの一人となった。TVB全盛期の最後の「ナンバーワン」として知られ、「香港ドラマの女王」としても知られていた。TVB最優秀女優賞を3回受賞した初の女優であり、最多受賞記録保持者（15回）でもある。

## 幼少期
祖先は広東省中山市官塘村（現在の珠海市唐家湾鎮官塘社区）出身。現在も続く香港の慈善団体「保良局（ポールンクク）」の代表だった祖父の佘敦勇は官塘村に「平民義學(人民無料学校)」を設立した。
5歳の時に父親が亡くなり、幼い頃から母親に頼って成長した。協恩小学校と協恩中学校に通い、 6年生の時にホテル経営を学ぶためにスイスのルツェルンにあるIMI国際経営研究所に通った。

## 芸能界デビュー後の活躍
IMI国際経営研究所卒業後、香港に戻り、1997年のミス香港コンテストに出場し、3位を獲得した。その後、ミス香港を運営するTVBと契約を結び芸能界デビューした。
その後、すぐに評価され、デビュー直後から多くのテレビドラマや映画で主役を演じ、すぐにTVBの第一線女優になった。業界に入って以来、彼女はテレビ業界で多くの香港と国際的な賞を受賞している。
1999年から、テレビ業界で本格に活躍し始め、『酒是故鄉醇』『鳳凰四重奏』『絕代商驕』『公主嫁到』『天與地』『使徒行者』『君、花海棠の紅にあらず』『新聞女王』などの作品で主役を演じ、さまざまな役柄に挑戦した。また、『十月初五的月光』『宮心計』『公主嫁到』『瓔珞〜紫禁城に燃ゆる逆襲の王妃〜』などの人気作品にも主要な役で出演している。

## その他
使用可能言語は広東語、英語、普通話、ドイツ語。
また不動産投資が得意で、メディアの報道によると現在少なくとも5つの不動産を所有しており、その市場価値は総額1億8000万ドルに上るという。
2019年に、当時行われていた香港民主化デモへの支持に関連したインスタグラムの投稿に「いいね！」したのが発見され、中国のインターネット上で物議を醸した。これは中国の国民から激しい反発を呼び、彼女を中国の芸能界から追放するよう求めたが、彼女はすぐに「いいね！」を撤回し、「写真の背景を知らず、有名な写真家が撮った素敵な写真だと思っていたが、それを知った時には非常にショックを受けた」と釈明した。

## 出演作品

### 映画
- 跑馬地的月光
- 月滿抱西環
- 飄忽男女
- 美女食神
- 72家租客
- 人約離婚後
- 衝上雲霄
- 十月初五的月光
- ダブル・サスペクト 疑惑の潜入捜査官 使徒行者
- 常在你左右
- 棟篤特工
- 洩密者
- ゴールデン・ジョブ 黃金兄弟
- 暗殺風暴(特別出演)
- 三趟快車
- 新聞女王

### テレビドラマ
- 雪山飛狐
- 刑事偵緝檔案IV
- 生命有TAKE2
- 十月初五的月光
- 碧血劍
- 倚天屠龍記
- 七姊妹
- 酒是故鄉醇
- 紅衣手記
- 無頭東宮
- 情牽百子櫃
- 洗冤錄II
- 帝女花
- 西關大少
- 花樣中年
- 江南京華夢
- 香港テロ対策ユニット CTU 無名天使3D
- 紫禁城 華の嵐 金枝慾孽 - 淳嬪 役
- 驚艷一槍
- Yummy Yummy
- 隨時候命
- 愛と情熱のリーサルウェポン 〜覆雨翻雲〜 覆雨翻雲
- 火舞黃沙
- 鳳凰四重奏
- 東方之珠
- 歳月風雲
- 带我飞带我走
- 鐵咀銀牙
- 法證先鋒II
- 東山飄雨西關晴
- 絕代商驕
- 宮心計
- 公主嫁到
- 花花世界花家姐
- 帶刀女捕快
- 天與地
- 4 In Love
- 審死官
- 嫁入豪門
- フビライ・ハン 忽必烈傳奇 - チャブイ 役
- 使徒行者
- 賭城群英會
- 誇世代
- 瓔珞〜紫禁城に燃ゆる逆襲の王妃〜 延禧攻略 - 輝発那拉淑慎（嫻妃） 役
- 君、花海棠の紅にあらず - 范湘児役
- 燕雲台-The Legend of Empress- 燕云台 - 蕭胡輦（中国語版） 役
- 新聞女王
- スパイシー・ラブ 今天的她們
- 家族榮耀之繼承者
- 正義女神 Themis(予定)
- 新聞女王2(予定)